# Анна Бонаюто
А́нна Бонаю́то (італ. Anna Bonaiuto; 28 січня 1950, Латізана, Удіне, Італія) — італійська акторка. Лауреатка та багаторазова номінантка низки міжнародних та національних фестивальних та професійних кінонагород.

## Біографія
Народилася 28 січня 1950 року в Латізані, провінція Удіне в Італії. У 1974 році закінчила Національну Академію драматичного мистецтва. Працювала в театрі з такими відомими режисерами, як Маріо Міссіролі, Лука Ронконі, Маріо Мартоне, Карло Сесчі, Тоні Сервілло.
У 1973 році Бонаюто дебютувала в кіно роллю у фільмі Карло Ді Пальми «Тереза-злодійка». Роль Анни в кінодрамі режисера Маріо Мартоне «Смерть неаполітанського математика» (1992) висунула Анну Бонаюто до числа найталановитіших акторок італійського кінематографу.
Серед акторських удач Анни Бонаюто — мати у фільмі Ліліани Кавані «Де ти? Я тут» (1993, Кубок Вольпі на МКФ у Венеції, 1993), Делія в драмі Маріо Мартоне «Кохання стомлює» (1995, премія «Срібна стрічка», «Давид ді Донателло», 1995), Марина у стрічці Фульвіо Ветцла «Спочатку музика, потім слова» (2000). Знімалася також у кінороботах таких режисерів, як Пупі Аваті, Джузеппе Феррара, Майкл Редфорд, Нанні Моретті, Паоло Соррентіно, та ін., зігравши за час своєї акторської кінокар'єри ролі у понад 60-ти кіно- та телефільмах.
У 2017 році Анна Бонаюто знялася у фільмі-трилері Ферзана Озпетека «Зачарований Неаполь», за роль Адель у якому вона була номінована у 2018 році на премію «Давид ді Донателло» як найкраща акторка другого плану.

## Фільмографія
| Рік  |    | Українська назва                                                                                    | Оригінальна назва                                                   | Роль                  |
| ---- | -- | --------------------------------------------------------------------------------------------------- | ------------------------------------------------------------------- | --------------------- |
| 1973 | ф  | Тереза-злодійка                                                                                     | Teresa la ladra                                                     |                       |
| 1973 | ф  | Фільм любові і анархії, або Сьогодні о десятій ранку на Віа деї Фйорі у відомому будинку терпимості | Film d'amore e d'anarchia, ovvero 'stamattina alle 10 in via dei Fi | повія                 |
| 1974 | ф  | Мужність                                                                                            | Virilità                                                            | Лючія                 |
| 1975 | тф | Орестея                                                                                             | Orestea                                                             | Коро                  |
| 1977 | ф  | Гінеколог на держслужбі                                                                             | Il ginecologo della mutua                                           | Розалія Саґґарро      |
| 1977 | ф  | Спіраль туману                                                                                      | Una spirale di nebbia                                               |                       |
| 1982 | ф  | Шопен                                                                                               | Sciopèn                                                             | Лаура Серано          |
| 1988 | ф  | Тіньова жінка                                                                                       | Donna d'ombra                                                       | Карла                 |
| 1989 | ф  | Шановні пані                                                                                        | Gentili signore                                                     |                       |
| 1989 | ф  | Історія хлопчиків та дівчат                                                                         | Storia di ragazzi e di ragazze                                      | Амелія                |
| 1989 | ф  | Пояс                                                                                                | La cintura                                                          | суддя                 |
| 1990 | ф  | Досить! Тепер наша черга                                                                            | Basta! Adesso tocca a noi                                           | Марчелла              |
| 1990 | ф  | Королівська шлюха                                                                                   | La putain du roi                                                    | графиня Лонгі         |
| 1991 | с  | Нестор Бурма                                                                                        | Nestor Burma                                                        | Лаура                 |
| 1991 | ф  | Брати і сестри                                                                                      | Fratelli e sorelle                                                  | Глорія                |
| 1992 | ф  | Смерть неаполітанського математика                                                                  | Morte di un matematico napoletano                                   | Анна                  |
| 1993 | ф  | Де ти? Я тут                                                                                        | Dove siete? Io sono qui                                             | мати                  |
| 1993 | ф  | Джованні Фальконе                                                                                   | Giovanni Falcone                                                    | Франческа Фальконе    |
| 1994 | ф  | Маленькі жахи                                                                                       | Piccoli orrori                                                      | Федра                 |
| 1994 | ф  | Поштар                                                                                              | Il postino                                                          | Матильда              |
| 1995 | ф  | Останній концерт                                                                                    | L'ultimo concerto                                                   | Валерія               |
| 1995 | с  | Я більше не говорю                                                                                  | Non parlo più                                                       | Розарія               |
| 1995 | ф  | Кохання стомлює                                                                                     | L'amore molesto                                                     | Делія                 |
| 1996 | ф  | Хрещений батько італійського кварталу                                                               | Il sindaco                                                          | Арміда                |
| 1997 | ф  | | Fiabe metropolitane                                                 | Марта                 |
| 1997 | ф  | Жителі Везувію                                                                                      | I vesuviani                                                         | Атлас                 |
| 1998 | ф  | Театр воєнних дій                                                                                   | Teatro di guerra                                                    | Кара Катальді         |
| 1999 | ф  | Апассіоната                                                                                         | Appassionate                                                        | Маддалена             |
| 2000 | ф  | Спочатку музика, потім слова                                                                        | Prima la musica... poi le parole                                    | Марина                |
| 2002 | с  | Викрадений                                                                                          | Il sequestro Soffiantini                                            |                       |
| 2004 | ф  | Нескінченна ніч                                                                                     | Notte senza fine                                                    | Сесіль                |
| 2005 | ф  | Пристрасті Єшуа, єврея                                                                              | La passione di Giosué l'Ebreo                                       | Анна                  |
| 2005 | тф | Субота, неділя і понеділок                                                                          | Sabato, domenica e lunedì                                           | Роза Пріоре           |
| 2006 | ф  | Кайман                                                                                              | Il caimano                                                          | державний міністр     |
| 2007 | ф  | Скляний чоловік                                                                                     | L'uomo di vetro                                                     | Розалія Вітале        |
| 2007 | ф  | Дівчина біля озера                                                                                  | La ragazza del lago                                                 | дружина Санціо        |
| 2007 | ф  | Мій брат — єдина дитина в сім'ї                                                                     | Mio fratello è figlio unico                                         | Белла Настрі          |
| 2008 | ф  | Білі та чорні                                                                                       | Bianco e nero                                                       | Адуа                  |
| 2008 | ф  | Дивовижний                                                                                          | Il divo                                                             | Лівія Данезе          |
| 2010 | ф  | Ми вірили                                                                                           | Noi credevamo                                                       | Крістіна Бельгіойозо  |
| 2010 | ф  | Фатальна Лара                                                                                       | Io, loro e Lara                                                     | Беатріс «Беа» Масколо |
| 2011 | ф  | Усе на море                                                                                         | Tutti al mare                                                       | Адалчіза              |
| 2012 | ф  | Найгірше Різдво в моєму житті                                                                       | Il peggior Natale della mia vita                                    | Клара                 |
| 2013 | ф  | Хай живе свобода                                                                                    | Viva la libertà                                                     | Евеліна Пілеґґі       |
| 2014 | ф  | | Buoni a nulla                                                       |                       |
| 2015 | ф  | Банан                                                                                               | Banana                                                              | професор Колонна      |
| 2016 | ф  | | Monte                                                               | Amulet Lady           |
| 2017 | ф  | Зачарований Неаполь                                                                                 | Napoli velata                                                       | Адель                 |
| 2017 | ф  | Мама чи тато?                                                                                       | Mamma o papà?                                                       | суддя Пірілло         |
| 2018 | ф  | Сільвіо та інші                                                                                     | Loro                                                                | Чупа Каяфа            |

## Нагороди та номінації
| Нагороди та номінації Анни Бонаюто (Список не є вичерпним) | Нагороди та номінації Анни Бонаюто (Список не є вичерпним) | Нагороди та номінації Анни Бонаюто (Список не є вичерпним) | Нагороди та номінації Анни Бонаюто (Список не є вичерпним) |
| Рік                                                        | Категорія                                                  | Фільм                                                      | Результат                                                  |
| ---------------------------------------------------------- | ---------------------------------------------------------- | ---------------------------------------------------------- | ---------------------------------------------------------- |
| Кінофестиваль неореалізму в Авеліно                        |                                                            |                                                            |                                                            |
| 1988                                                       | Премія Laceno d'Oro найкращій акторці                      | Тіньова жінка                                              | Перемога                                                   |
| Премія «Давид ді Донателло»                                |                                                            |                                                            |                                                            |
| 1990                                                       | Найкращий акторка                                          | Тіньова жінка                                              | Номінація                                                  |
| 1995                                                       | Найкращий акторка                                          | Кохання стомлює                                            | Перемога                                                   |
| 1998                                                       | Найкращий акторка                                          | Театр воєнних дій                                          | Номінація                                                  |
| 2008                                                       | Найкращий акторка                                          | Дівчина біля озера                                         | Номінація                                                  |
| 2013                                                       | Найкраща акторка другого плану                             | Хай живе свобода                                           | Номінація                                                  |
| 2018                                                       | Найкраща акторка другого плану                             | Зачарований Неаполь                                        | Номінація                                                  |
| Премія «Золотий глобус» (Італія)                           |                                                            |                                                            |                                                            |
| 1990                                                       | Найкраща акторка                                           | Тіньова жінка                                              | Номінація                                                  |
| 1995                                                       | Найкраща акторка                                           | Кохання стомлює                                            | Перемога                                                   |
| Премія «Золота хлопавка»                                   |                                                            |                                                            |                                                            |
| 1990                                                       | Найкраща акторка другого плану                             | Історія хлопчиків та дівчат                                | Номінація                                                  |
| 1993                                                       | Найкраща акторка другого плану                             | Смерть неаполітанського математика Брати і сестри          | Номінація                                                  |
| 2007                                                       | Найкраща акторка другого плану                             | Mio fratello è figlio unico                                | Номінація                                                  |
| 2009                                                       | Найкраща акторка другого плану                             | Дивовижний                                                 | Номінація                                                  |
| 2010                                                       | Найкраща акторка другого плану                             | Фатальна Лара                                              | Номінація                                                  |
| Премія «Золотий кубок»                                     |                                                            |                                                            |                                                            |
| 1992                                                       | Найкраща акторка                                           | Брати і сестри                                             | Перемога                                                   |
| 1995                                                       | Найкраща акторка                                           | Кохання стомлює                                            | Перемога                                                   |
| Венеційський міжнародний кінофестиваль                     |                                                            |                                                            |                                                            |
| 1993                                                       | Кубок Вольпі найкращій акторці другого плану               | Де ти? Я тут                                               | Перемога                                                   |
| Італійський національний синдикат кіножурналістів          |                                                            |                                                            |                                                            |
| 1993                                                       | Премія «Срібна стрічка» найкращій акторці                  | Брати і сестри                                             | Номінація                                                  |
| 1996                                                       | Премія «Срібна стрічка» найкращій акторці                  | Кохання стомлює                                            | Перемога                                                   |
| 2008                                                       | «Срібна стрічка» найкращій акторці другого плану           | Білі та чорні / Дівчина біля озера                         | Номінація                                                  |
| 2009                                                       | «Срібна стрічка» найкращій акторці другого плану           | Дивовижний                                                 | Номінація                                                  |
| 2010                                                       | «Срібна стрічка» року                                      | Ми вірили (у складі акторського ансамблю)                  | Перемога                                                   |
| Міжнародний кінофестиваль у Чикаго                         |                                                            |                                                            |                                                            |
| 1995                                                       | «Срібний Г'юго» найкращій акторці                          | Кохання стомлює                                            | Перемога                                                   |